# 龙王

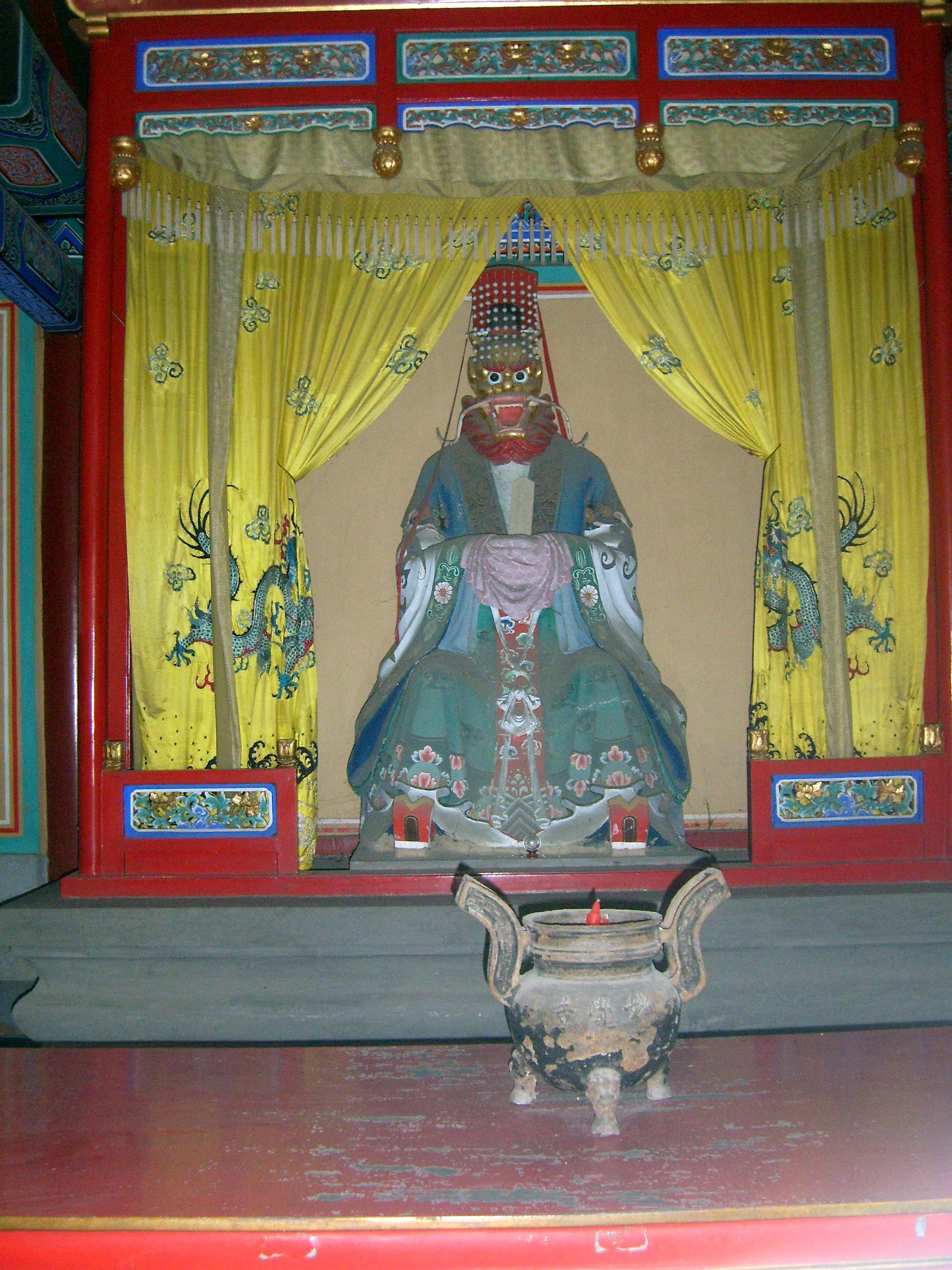
龍王像。在北京頤和園。

龙王是佛教和道教信奉的神祇，源於古代龍神崇拜和海神信仰。龍王成為海神可說是佛教東傳時所一併帶來的印度神話而影響，认为那伽神龙（原型是大蛇）司雨水。小的龍王可以存在於一切水域中，甚至是一口井或是一條田間的水溝；大的龙王则生活在較大的海域。佛教護法天龍八部的龍部以八大龍王為首，如難陀龍王、娑伽羅龍王等，祂们是那伽部族之王。传入中国後，中国将那伽王和传统的龙形象混合产生了本土的龙王概念，给祂们的塑画都加上王冠、龙袍等王者象征。在儒家文化圈中，日本、朝鮮半島、越南、琉球亦有信奉。

## 印度教
佛教中的那伽龍王概念來源於印度教。在印度教中，那伽龍（蛇）神有三大王：和修吉（婆素吉）、舍沙（阿難陀）、德叉迦。

## 佛教
那伽在印度神話中原本是大蛇神，傳來中國，在佛經中譯為“龍”，或稱作“神龍”。在十二生肖中，中國的龍，正是對應印度十二生肖的那伽。佛教神祇中還有一類蛇神，爲摩呼洛伽，是蟒蛇之神，稱爲“地龍”，對應十二生肖的蛇。
《法華經》中有那伽龍眾中有八大龍王登場。其中的娑伽羅龍王爲雨神，可能就是中國民間信仰中所祭拜的龍王的原型；難陀龍王和跋難陀龍王，曾和娑伽羅龍王戰鬥，釋迦如來（悉達多太子）降生之時，兩龍王曾吐清淨水灌太子身。

### 八大龙王

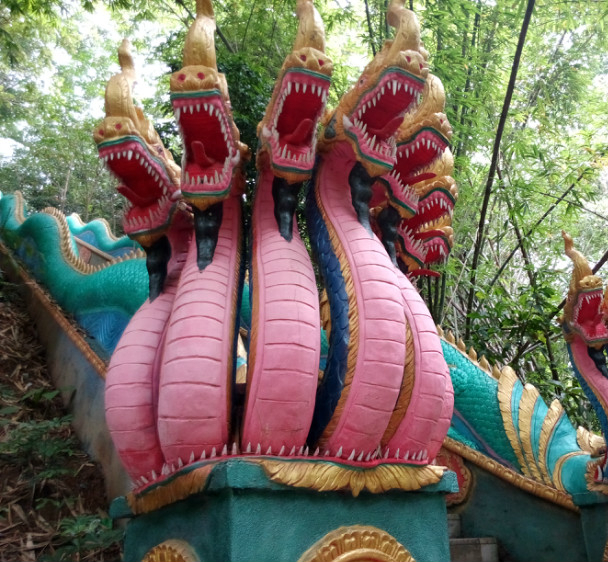
雲南西雙版納南傳上座部佛教地區的那伽雕像。

那伽龍神是天龍八部之一，金翅鳥是其天敵。金翅鳥無法獵殺的大龍，稱為龍王（nāga-rajā），法華經所列八大龍王為：
- 難陀龍王（Nanda），或稱歡喜龍王。
- 跋難陀龍王（Upananda），或稱優波難陀龍王、賢喜龍王、跋羅陀龍王。
- 娑伽羅龍王（Sāgara），或稱娑竭羅龍王、沙伽羅龍王、海龍王（Sāga-詞根義爲海洋）。
- 婆蘇吉龍王（Vāsuki），或稱和修吉龍王、寶有龍王、寶稱龍王、九頭龍王。
- 德叉迦龍王（Takṣaka），或稱多舌龍王、視毒龍王。
- 摩那斯龍王（Manasvin），或稱大身龍王、大力龍王。
- 阿那婆達多龍王（Anavatapta），或稱阿耨達龍王、無熱惱龍王。
- 優鉢羅龍王（Utpalaka），或稱青蓮龍王。

根據《日藏經》，娑伽羅龍、婆婁那、德叉迦、寶護、大行、瞿娑羅婆、蘇婆呼嚧俱叉、婆私無俱叉是八大龍王，此八龍王護於海中，能令大海無有增減。又說娑伽羅龍王的龍宮在南方大海，護寶龍王在西方大海，毘昌伽蘇脂龍王在北方大海，蘇摩呼嚧叉龍王在東方大海。

## 儒教、道教
龍被認為具有掌管天气的能力，因此遇到大旱或大涝的年景，人們就认为是龙王发威惩罚众生，常祭拜龍王，因此龙王給人的印象也成了在众神之中是較严厉的。華东的广大地区由于多受旱涝灾，民间为祈求风调雨顺，建有龙王庙来供拜龙王。庙内多设坐像，通常只有一位龙王，如“汾水贯太原而南注，水有二桥……由是架龙庙于桥下”。中国民間信仰和文学中的龍王形像，多是龙头人身，偶爾才會現出完整的龍形。

### 五龍
《淮南子》的〈墬形訓〉中，以五種土地之氣各生其天，五天生五色石（砄、青曾、赤丹、白礜、玄砥），五色石生五種水銀，五種水銀生五種金屬，五種金屬生五龍，五龍潛藏生五方泉水，五方泉水生五方之雲。由陰陽相薄，生發雷電，降雨流水，匯合於五方大海（五行、五方、五色互相匹配）。
唐开元二年（714年），唐玄宗首次将五龍纳入小祀，北宋大观四年（1110年），宋徽宗下詔敕封五龍神爲王，但在之后朝代废止，祂們爲：
- 中央黄龍，孚應王
- 東方青龍（藍龍），廣仁王
- 南方赤龍（紅龍），嘉澤王
- 西方白龍，義濟王
- 北方玄龍（黑龍），靈澤王

### 四海龙王
道教認為圍繞著中國國土的四方之海中各存在一位大龍王，与四个方位相对应，稱爲「四海龍王」，其中的东海龙王即佛教的娑竭罗龙王。
从南宋开始海神庙被称为龙祠，清雍正二年加封四海神时使用龙神的称谓。

## 民俗文化

### 中国古典文学中的龙王
《封神演義》與《西游记》等文学作品中就有龙王的形象。传说中最負盛名的四海龍王為：东海龙王敖广、南海龙王敖钦、西海龙王敖闰、北海龙王敖顺。（《封神演義》紀錄東海龍王名為敖光，南海龍王名為敖明，西海龍王名為敖順，北海龍王名為敖吉。）四海龙王之中，以东海龙王为最尊。又说龙生九种，外形各有不同。《西游记》第43回中：「行者闻言笑道：『你妹妹有几个妹丈？』敖顺道：『只嫁得一个妹丈，乃泾河龙王，向年已此被斩；舍妹孀居于此，前年疾故了。』行者道：『一夫一妻，如何生这几个杂种？』敖顺道：『此正谓龙生九种，九种各别。』」
| 四海 | 龙王封号举例     | 《西遊記》龙王名 | 《封神演義》龙王名 |
| ---- | ---------------- | ---------------- | ------------------ |
| 東海 | 廣德王           | 敖廣             | 敖光               |
| 南海 | 廣利王           | 敖欽             | 敖明               |
| 西海 | 廣順王（廣潤王） | 敖潤（閏）       | 敖順               |
| 北海 | 廣澤王           | 敖順             | 敖吉               |

### 俗諺
- 大水沖倒龍王廟，自家人不認得自家人。
- 海龍王辭水，假細膩。（閩南俗諺，假客氣）

### 日本流行文化中的龙王
日本作家田中芳樹結合現代、古代傳說及時空科幻設定，寫成《創龍傳》小說系列。
1991年的一款日本卡普空製作和發行的街機超任遊戲名為《龍王》（ザ・キングオブドラゴンズ，The King of Dragons），是一款橫向捲軸動作遊戲，魔法大陸歷973年，墮落紅龍吉爾迪斯（Gildiss）從長久的沉睡中醒來，黑暗軍團突然現身人間，無數魔獸和亡靈從深淵中走出，向人類世界發起了兇悍的進攻，城堡陷落，村莊被毀，王國崩潰，人們陷入了前所未有的恐慌之中。五位來自不同種族的傳奇英雄挺身而出，向黑暗軍團和紅龍發起了反攻。他們分別是戰士、巫師、牧師、精靈射手和矮人武士。可以看出有龍與地下城以及指環王的影子，據傳本作借用了指環王的設定，中土世界就是本作的世界觀和時代背景。玩家以旅行各地屠殺各種龍類以及魔物為過關目標。
2004年日本动漫《龙王传说》。

## 龍王廟
在北京有挂甲峪龙王庙，重建於2005年。早期可追溯自隋唐时期，历代屡兴屡废。
在臺南府城曾有龍王廟，始建於清康熙五十五年（1716年）。乾隆四年（1739年）、四十三年（1778年）重修。後來在日本帝國統治期間遭拆除。

### 引用
1. ↑  《太平廣記》卷四二三引《宣室志》，p.3443
2. ↑  抱朴子：五石者，丹砂、雄黃、白礜、曾青、慈石也。
3. ↑  陳劍.  (PDF). 第十屆漢代文學與思想暨創系六十週年國際學術研討會論文集. 2017  [2022-04-26]. （原始内容存档 (PDF)于2020-09-29）. 研究者已經指出，「玄砥」當指慈石（即磁石，磁鐵礦石，主要成分為四氧化三鐵），《神農本草經》：「慈石一名玄石。」研究者又已指出，「砄」當指雄黃，即今礦物學中的雞冠石，主含二硫化二砷；「青曾」即曾青，指藍銅礦石；「赤丹」即丹砂，指天然紅色硫化汞礦物；「白礜」即「礜石」，指硫砷鐵礦石；加上「玄砥」即慈石，以上五種，正好即漢人筆下多見的「五石」「五色石」，上引《淮南子•墬形》分別將其與五方、五行、五色、五金等相配。
4. ↑  洼德忠（窪徳忠）：《道教の神々》.平河出版社.1986年
5. ↑  《清朝通典·皇朝通典》又加四海龍神封號，東海曰顯仁，南海曰昭明，西海曰正恆，北海曰崇禮，均遣官赍送祭文香帛，令地方官致祭。
6. ↑  《臺灣縣志》之〈新建龍王廟碑記〉

### 书籍
- 陳懷宇：《動物與中古政治宗教秩序》（上海：上海古籍出版社，2012），第六章，「中古聖傳所見九龍吐水之源流」，頁314-365。
- 向柏松：《中国水崇拜》

## 延伸閱讀
[在维基数据编辑]